# بيدرو لامي
بيدرو لامي (بالبرتغالية: Pedro Lamy‏) (و. 1972  م) هو سائق فورمولا 1، وسائق سيارة سباق برتغالي، شارك في لو مان 24 ساعة.

## روابط خارجية
- بيدرو لامي على موقع Racing-Reference.info (الإنجليزية)
- بيدرو لامي على موقع DriverDB.com (الإنجليزية)